# Михадюк, Павел
Павел Михадюк (латыш. Pāvels Mihadjuks; 27 мая 1980, Лиепая) — латвийский футболист, центральный защитник. Выступал за сборную Латвии.

## Биография

### Клубная карьера
Воспитанник клуба «Металлург» (Лиепая), занимался футболом с семи лет. В 1999 году был переведён в старшую команду, но не смог закрепиться в составе, сыграв за три года лишь 4 матча в высшей лиге Латвии.
В 2002 году перешёл в клуб «РКБ Арма» (Рига), где провёл два сезона, в первом сезоне клуб стал победителем первой лиги Латвии, а в следующем — аутсайдером высшей лиги. В 2004 году футболист перешёл в «Диттон» (Даугавпилс), с которым также вылетел из высшей лиги.
В 2005 году перешёл в «Ригу», где провёл три с половиной сезона, сыграв более 90 матчей. Бронзовый призёр чемпионата Латвии 2007 года, участник матчей Кубка Интертото 2008 года. Однако в ходе сезона 2008 года «Рига» стала испытывать финансовые проблемы и в летнее транферное окно футболист покинул клуб в качестве свободного агента и перешёл в «Вентспилс», с которым стал чемпионом страны.
В начале 2009 года перешёл в клуб шотландской премьер-лиги «Инвернесс Каледониан Тисл», сыграл 12 матчей и забил один гол, а его клуб занял последнее место в сезоне 2008/09. Следующие полсезона снова провёл в «Вентспилсе» и стал серебряным призёром чемпионата Латвии. В начале 2010 года на правах аренды перешёл в другой шотландский клуб — «Данди Юнайтед», сыграл за полсезона всего 3 матча, а клуб финишировал на третьем месте.
Летом 2010 года вернулся в родной город и два с половиной сезона выступал за «Металлург». Становился серебряным (2011) и бронзовым (2010) призёром чемпионата страны, финалистом Кубка Латвии (2011, 2012). Был капитаном команды. По итогам сезона 2011 года признан лучшим защитником чемпионата.
В 2013 году перешёл в рижскую «Даугаву», где провёл один сезон. Затем перешёл в «Юрмалу», был избран капитаном команды, но уже через полгода покинул клуб в статусе свободного агента из-за финансовых трудностей клуба. Летом 2014 года перешёл в новый клуб из Лиепаи — ФК «Лиепая», провёл в нём два года и в 2015 году стал чемпионом Латвии. Летом 2016 года перешёл в «Спартак» (Юрмала), становился чемпионом страны 2016 и 2017 годов.
В 2019 году с клубом «Тукумс 2000» стал победителем первой лиги Латвии, также планировал работать в клубе детским тренером. По окончании сезона 2019 года завершил игровую карьеру.
Всего в высшей лиге Латвии сыграл 308 матчей, забил 15 голов. В премьер-лиге Шотландии — 15 матчей и 1 гол. В еврокубках — более 20 матчей.

### Карьера в сборной
Выступал за юниорскую и молодёжную сборную Латвии.
В национальной сборной Латвии дебютировал 12 августа 2009 года в товарищеском матче против Болгарии. С 2010 года стал регулярным игроком сборной, сыграв за два следующих года 13 матчей в стартовом составе. После перерыва в полтора года снова сыграл за сборную в мае 2013 года. Всего в 2009—2013 годах провёл 16 матчей за сборную, забил один гол — 7 июня 2011 года в ворота Австрии.

## Достижения
- Чемпион Латвии: 2008, 2015, 2016, 2017
- Серебряный призёр чемпионата Латвии: 1999, 2009, 2011
- Бронзовый призёр чемпионата Латвии: 2001, 2007, 2010
- Финалист Кубка Латвии: 2011, 2012
- Третий призёр чемпионата Шотландии: 2009/10
- Обладатель Кубка Шотландии: 2009/10 (не играл)